# La Fille dans les bois
La Fille dans les bois est un téléfilm français réalisé par Marie-Hélène Copti, diffusé le 3 février 2021 sur France 2.
Il constitue l’adaptation du livre (The Girl in the Woods) de Patricia MacDonald édité en 2018 en français sous le titre homonyme La Fille dans les bois.

## Synopsis
Jeanne, 27 ans, travaillant à Hong-Kong, est revenue juste à temps au chevet de sa sœur Céline. Celle-ci meurt dans ses bras en lui confiant que depuis 15 ans, Youssef est emprisonné à tort pour le meurtre de Julie, l’amie d’enfance de Jeanne. A l’époque, Céline n’avait pas osé avouer qu’elle était avec Youssef au moment des faits, ce qui lui aurait fourni un alibi. Céline fait promettre à Jeanne de tout faire pour innocenter Youssef de ce crime. Celle-ci va donc s’atteler à faire rouvrir le dossier d’une affaire que tout le monde pensait classée avec un coupable « idéal ».
Au décès de leurs parents dans un accident alors qu’elles étaient enfants, les deux sœurs avaient été recueillies et élevées par leur oncle Éric, lui-même ayant perdu sa femme et son enfant dans cet accident.
Eric, nostalgique de l’Algérie française, ancien garde-forestier, bourru, brutal, constitue un temps un suspect : n’avait-il pas mis à la porte la petite Julie le soir de son assassinat ? Ne s’était-il pas absenté de la maison cette nuit-là en mentant lors de l’enquête ?
Mais il y a aussi Gilles, lui aussi présent il y a quinze ans, qui a purgé une peine pour pédophilie, et qui habite une yourte dans un hameau dont les habitants sont des marginaux.
Et il y a Joseph, qui était le sympathique chauffeur du bus scolaire à l’époque. Aujourd’hui il élève des abeilles mais cache aussi une lourde histoire, le kidnapping d’une jeune femme en fugue qu’il avait séquestrée jusqu’à cette nuit, il y a quinze ans.
Les articles du journaliste font resurgir des témoignages qui étaient impossibles alors. D’informations en recoupements, Jeanne et Thomas progressent vers la vérité et démasquent celui qui avait assassiné quinze ans auparavant Julie. Réconciliée avec son oncle Éric et l’ayant aidé à tourner cette page d’un lourd passé, Jeanne pourra repartir.

## Fiche technique
- Producteurs : Mathilde Muffang
- Réalisateur : Marie-Hélène Copti
- Scénario : Natalie Carter et Ève de Castro
- Musique : Philippe Miller
- Pays :  France
- Durée : 1 h 35 min

## Distribution
- Carolina Jurczak : Jeanne Gardin
- Antoine Duléry : Éric
- Agnès Soral : Danielle
- Philippe Duquesne : Joseph
- Mathieu Spinosi : Thomas, le journaliste
- Thibault Autié : Martin
- Magali Bonat : Rose
- Nicolas Fine : Alain
- Coralie Russier : Céline Gardin
- Aïmen Derriachi : Youssef
- Cécile Bournay : Gaïa
- Sylvain Bolle-Reddat : Gilles
- Maëlys Kerboghossian : Julie
- Ladislawa Laval : Jeanne à 12 ans
- Céleste Seigneurie : Céline à 15 ans
- Margaux Le Mignan : Le Procureure

## Lieux de tournage
Le tournage a eu lieu en Ardèche, sur les communes de Privas (Maison d’arrêt), Saint-Priest, Creysseilles, Mercuer, Pranles, Antraigues-sur-Volane

## Audience
La diffusion du 3 février 2021 sur France 2 a réuni 4 575 000 téléspectateurs soit 19,4 % de part d’audience ce soir-là.